# MediaWiki
MediaWiki és un programari de wikis sota llicència GPL. Fou creat primàriament per a la Viquipèdia i altres projectes de la Fundació Wikimedia.
És escrit en PHP i utilitza el sistema de gestió de bases de dades relacional MySQL. El logo simbolitza com el seu llenguatge d'etiquetatge utilitza els doble claudàtors («[[», «]]») per a entrellaçar els articles. MediaWiki pot interaccionar de forma opcional amb altres programes per a poder millorar la seua eficiència i aportar-hi més característiques.

## Història
Fou escrit originalment per a la Viquipèdia per l'estudiant i desenvolupador Magnus Manske. Abans la Viquipèdia utilitzava un programari basat en Perl anomenat UseModWiki (aquest període és conegut com a "Fase I" per la comunitat viquipedista). Posteriorment, es va canviar a PHP amb aquest programari («Fase II») el 25 de gener del 2002. Aquest dia serà recordat per la comunitat com el Dia de Magnus Manske.
Cap a mitjans del 2002, gràcies a l'aportació de Lee Daniel Crocker, el programari fou reescrit i millorat («Fase III»). Des de llavors s'ha estat desenvolupant a partir d'aquell codi. El 29 d'agost del 2003, aquest motor wiki utilitzat a la Viquipèdia, fins a aquell moment sense nom, va batejar-se amb el nom de MediaWiki. Aquest va triar-se de forma juganera a partir del nom de la Fundació Wikimedia. Tanmateix, precisament per això, alguns ho critiquen perquè pot portar a confusió entre aquells nous usuaris de la comunitat.
A partir d'aquell moment, en seguiren versions públiques que poden baixar-se i utilitzar-se en projectes i usos que no tinguin res a veure amb la Viquipèdia.

## Instal·lació
Es recomana instal·lar MediaWiki sobre Linux. En cas de fer-ho damunt Windows, XAMPP és un paquet de programari lliure que facilita aquesta tasca.